# اروس ولاهوس
اروس ولاهوس (انگلیسی: Eros Vlahos؛ زاده ۱۳ ژانویهٔ ۱۹۹۵) یک هنرپیشه اهل بریتانیا است.